# Championnat du Nigeria féminin de football 2023-2024
Navigation
Édition précédente
La saison 2023-2024 du Championnat du Nigeria féminin de football est la trente-quatrième saison du championnat. La saison a commencé le 14 novembre 2023 et s'est conclue le 26 mai 2024. Les Edo Queens ont remporté leur premier titre.

## Participants
| Abia Angels Adamawa Queens Bayelsa Confluence Queens Dannaz · Robo Delta Queens Edo Ekiti Naija Ratels Nasarawa Amazons Remo Stars Rivers Royal SQ HQ |

| - Groupe A | - Groupe B |

| Nom du club            | Ville         | Groupe | Palmarès                                     |
| ---------------------- | ------------- | ------ | -------------------------------------------- |
| Abia Angels            | Umuahia       | A      |                                              |
| Adamawa Queens         | Yola          | A      |                                              |
| Bayelsa Queens         | Yenagoa       | B      | 5 (2004, 2006, 2007, 2018, 2022)             |
| Confluence Queens (en) | Lokoja        | A      |                                              |
| Dannaz Ladies          | Lagos         | A      |                                              |
| Delta Queens           | Asaba         | B      | 5 (2003, 2008, 2009, 2011, 2012)             |
| Edo Queens             | Benin City    | B      |                                              |
| Ekiti Queens           | Ado-Ekiti     | B      |                                              |
| Heartland Queens       | Owerri        | A      |                                              |
| Naija Ratels           | Makurdi       | A      |                                              |
| Nasarawa Amazons       | Lafia         | A      | 2 (2013, 2017)                               |
| Rivers Angels          | Port Harcourt | B      | 7 (1994, 2010, 2014, 2015, 2016, 2019, 2021) |
| Remo Stars             | Ikenne        | B      |                                              |
| FC Robo Queens         | Lagos         | B      |                                              |
| Royal Queens           | Warri         | A      |                                              |
| Sunshine Queens (en)   | B             |        |                                              |

## Compétition

### Phase de groupes
| Rang | Équipe                 | Pts | J  | G | N | P | Bp | Bc | Diff |
| ---- | ---------------------- | --- | -- | - | - | - | -- | -- | ---- |
| 1    | Nasarawa Amazons       | 27  | 14 | 8 | 3 | 3 | 21 | 7  | +14  |
| 2    | Confluence Queens (en) | 21  | 14 | 7 | 4 | 3 | 13 | 7  | +6   |
| 3    | Heartland Queens       | 24  | 14 | 7 | 3 | 4 | 20 | 11 | +9   |
| 4    | Dannaz Ladies P        | 18  | 14 | 5 | 3 | 6 | 15 | 18 | -3   |
| 5    | Naija Ratels           | 17  | 14 | 5 | 2 | 7 | 15 | 19 | -4   |
| 6    | Adamawa Queens         | 17  | 14 | 5 | 2 | 7 | 13 | 17 | -4   |
| 7    | Abia Angels            | 14  | 14 | 4 | 2 | 8 | 11 | 20 | -9   |
| 8    | Royal Queens           | 14  | 14 | 3 | 5 | 6 | 7  | 16 | -9   |

| Rang | Équipe                 | Pts | J  | G | N | P | Bp | Bc | Diff |
| ---- | ---------------------- | --- | -- | - | - | - | -- | -- | ---- |
| 1    | Rivers Angels          | 27  | 14 | 8 | 3 | 3 | 19 | 13 | +6   |
| 2    | Edo Queens             | 23  | 14 | 7 | 2 | 5 | 20 | 16 | +4   |
| 3    | Bayelsa Queens         | 22  | 14 | 6 | 4 | 4 | 17 | 10 | +7   |
| 4    | Robo Queens            | 22  | 14 | 6 | 4 | 4 | 16 | 17 | -1   |
| 5    | Remo Stars P           | 18  | 13 | 5 | 3 | 6 | 17 | 17 | 0    |
| 6    | Delta Queens T         | 17  | 14 | 4 | 5 | 5 | 12 | 11 | +1   |
| 7    | Ekiti Queens P         | 14  | 14 | 4 | 2 | 8 | 9  | 18 | -9   |
| 8    | Sunshine Queens (en) P | 13  | 14 | 4 | 1 | 9 | 15 | 23 | -8   |

- Qualifiée pour la phase de championnat
- Reléguée en deuxième division

### Phase de Championnat
La phase de championnat, également connue sous le nom de Super Six, a été disputée par les trois meilleures équipes de chaque groupe. Tous les matches se sont déroulés dans deux villes de l'état de Bayelsa.
| Rang | Équipe                 | Pts | J | G | N | P | Bp | Bc | Diff |
| ---- | ---------------------- | --- | - | - | - | - | -- | -- | ---- |
| 1    | Edo Queens Ch          | 10  | 5 | 3 | 1 | 1 | 11 | 5  | +6   |
| 2    | Rivers Angels          | 9   | 5 | 2 | 3 | 0 | 6  | 3  | +3   |
| 3    | Bayelsa Queens         | 9   | 5 | 2 | 3 | 0 | 5  | 2  | +3   |
| 4    | Nasarawa Amazons       | 5   | 5 | 1 | 2 | 2 | 1  | 2  | -1   |
| 5    | Heartland Queens       | 3   | 5 | 0 | 3 | 2 | 2  | 6  | -4   |
| 6    | Confluence Queens (en) | 3   | 5 | 1 | 0 | 4 | 3  | 10 | -7   |

- Vainqueur/Qualifié pour la Ligue des champions féminine de la CAF/zone UFOA-B

## Distinctions individuelles
| Meilleure buteuse   | Ijamilusi Folashade |
| Meilleure gardienne | Morufa Ademola      |

## Référence(s)
1. ↑  (en) « Edo Queens win their first ever NWFL title », sur Punchng, 26 mai 2024
2. ↑  (en) « Ijamilusi, Ademola bag individual awards as NWFL Super 6 ends in Bayelsa », sur pulsesports.ug, 26 mai 2024